# Shani Tarashaj
Shani Tarashaj (Hausen am Albis, 7 februari 1995) is een Zwitsers-Kosovaars voetballer  die doorgaans als aanvaller speelt. Hij tekende in januari 2016 bij Everton, dat hem overnam van Grasshopper. Tarashaj debuteerde in 2016 in het Zwitsers voetbalelftal.

## Clubcarrière
Tarashaj is afkomstig uit de jeugdopleiding van Grasshopper. Daarvoor debuteerde hij op 2 augustus 2014 in de Zwitserse Super League, tegen FC Sion. Op 21 augustus 2014 maakte de aanvaller zijn Europese debuut, in de play-offs van de UEFA Europa League tegen Club Brugge. Zijn eerste competitietreffer volgde op 14 maart 2015 tegen FC Thun. Tijdens de eerste helft van het seizoen 2015/16 maakte Tarashaj acht treffers, wat hem een transfer opleverde naar Everton. The Toffees betaalden vier miljoen euro voor de aanvaller. Hij maakte wel nog het seizoen af bij Grasshoppers. Na zijn terugkeer naar Engeland bleef Everton hem verhuren. Gedurende het seizoen 2016/17 aan Eintracht Frankfurt, gedurende 2018/19 nog een keer aan Grasshopper en in juli 2019 voor twee jaar aan FC Emmen.

## Interlandcarrière
Tarashaj debuteerde in 2014 in Zwitserland –21 en in 2016 in het Zwitsers voetbalelftal. Met Zwitserland nam Tarashaj deel aan het Europees kampioenschap voetbal 2016 in Frankrijk. Het land werd na strafschoppen uitgeschakeld in de achtste finale door Polen (1–1, 4–5).
| Interlands van Shani Tarashaj voor Zwitserland | Interlands van Shani Tarashaj voor Zwitserland | Interlands van Shani Tarashaj voor Zwitserland | Interlands van Shani Tarashaj voor Zwitserland | Interlands van Shani Tarashaj voor Zwitserland | Interlands van Shani Tarashaj voor Zwitserland | Interlands van Shani Tarashaj voor Zwitserland |
| №                                              | Datum                                          | Wedstrijd                                      | Uitslag                                        | Soort wedstrijd                                | Doelpunten                                     |                                                |
| Als speler bij Grasshoppers                    | Als speler bij Grasshoppers                    | Als speler bij Grasshoppers                    | Als speler bij Grasshoppers                    | Als speler bij Grasshoppers                    | Als speler bij Grasshoppers                    | Als speler bij Grasshoppers                    |
| ---------------------------------------------- | ---------------------------------------------- | ---------------------------------------------- | ---------------------------------------------- | ---------------------------------------------- | ---------------------------------------------- | ---------------------------------------------- |
| 1.                                             | 25 maart 2016                                  | Ierland – Zwitserland                          | 1 – 0                                          | Vriendschappelijk                              |                                                |                                                |
| 2.                                             | 29 maart 2016                                  | Zwitserland – Bosnië en Herzegovina            | 0 – 2                                          | Vriendschappelijk                              |                                                |                                                |
| 3.                                             | 28 mei 2016                                    | Zwitserland – België                           | 1 – 2                                          | Vriendschappelijk                              |                                                |                                                |
| 4.                                             | 3 juni 2016                                    | Zwitserland – Moldavië                         | 2 – 1                                          | Vriendschappelijk                              |                                                |                                                |
| 5.                                             | 15 juni 2016                                   | Roemenië – Zwitserland                         | 1 – 1                                          | EK 2016                                        |                                                |                                                |

Bijgewerkt op 25 juni 2016.